# مارسلو اولیویرا سیلوا
مارسلو اولیویرا سیلوا (به پرتغالی: Marcelo Oliveira Silva) مهاجم اهل برزیل است
مارسلو اولیویرا سیلوا در تیم‌های فوتبال اتلتیکو مینیرو سابقهٔ حضور دارد.